# Onze-Lieve-Vrouwecollege (Antwerpen)
Het Onze-Lieve-Vrouwecollege, ook OLVC+ aan de Frankrijklei te Antwerpen gelegen, is een van de zeven Vlaamse jezuïetencolleges en bestaat uit een basisschool (kleuter-en lager onderwijs) en een secundaire school met een ASO-programma.

## Geschiedenis

### Eerste college
De geschiedenis van het Onze-Lieve-Vrouwecollege is nauw verbonden met de aanwezigheid van Jezuïeten in Antwerpen. De stichter van de orde, Ignatius van Loyola, zou een drietal keren in Antwerpen geweest zijn (1529-1531), maar het duurt tot 1562 wanneer enkele Jezuïeten op vraag van de Spaanse gemeenschap naar Antwerpen komen. Ze kopen in 1574 het Huys van Aecken, een laatgotisch pand waar nu de KU Leuven Campus Antwerpen Carolus gevestigd is, om er een middelbare school in onder te brengen. Het college opent in maart 1575 en heeft dan 3 humanioraklassen. Het leerlingenaantal groeit snel tot een 300-tal leerlingen.
Maar in 1576 breekt de Spaanse Furie los, en gelet op de sterke band tussen de jezuïeten en de Spanjaarden in Antwerpen, wordt de orde gevraagd om de stad te verlaten.
Na het beleg van Alexander Farnese en de val van Antwerpen in 1585 komt Antwerpen weer onder Spaanse invloed, en het college opent opnieuw zijn deuren.

### Uitbreiding begin 17de eeuw
In 1607 wordt een oplossing gevonden voor het plaatsgebrek op het college. Het college verhuist naar het Hof van Liere in de Prinsstraat, wat door de Antwerpse stadsraad ter beschikking gesteld werd. De voorgaande jaren werden de internen reeds in andere panden van de stad gehuisvest, maar deze nieuwe locatie biedt de school de mogelijkheden tot ontplooiing.
Het Huys van Aecken wordt nu omgevormd voor de religieuze taken van de orde. In de daaropvolgende jaren kopen de Jezuïeten panden en gronden op rondom dat pand. De 30 paters, onder leiding van hun overste Jacobus Tirinius, creëren een kunstmatig plein door de Ankerrui te overwelven (het huidige Hendrik Conscienceplein), en bouwen rond dat plein enkele schitterende gebouwen zoals een professiehuis en een sodaliteitsgebouw, maar vooral de Sint-Carolus Borromeuskerk is tot op vandaag een getuige van deze periode.
In 1655 verhuist het internaat naar het Hotel Van Straelen, een 16de-eeuws gebouw waarvan de buitengevel en toren nu nog te zien zijn in de Korte Sint-Annastraat.

### Opheffing van de orde en nieuwe start
Paus Clemens XIV heft in 1773 de Jezuïetenorde op, waardoor ook de pedagogische activiteiten gestaakt worden. Alhoewel in 1814 de Jezuïetenorde opnieuw ingesteld wordt, duurt het nog tot 1840 alvorens men in Antwerpen opnieuw een college opent. De locatie is dan het Hotel de Fraula in de Keizerstraat. Op deze plaats is nu het studentenrestaurant van de Universiteit Antwerpen gevestigd. Dit pand werd aangekocht door de Société Civile du Collège Notre-Dame. De voertaal in het college was het Frans. In 1846 telt het college al opnieuw 181 leerlingen, vooral afkomstig uit de katholieke Antwerpse burgerij en lokale adel.

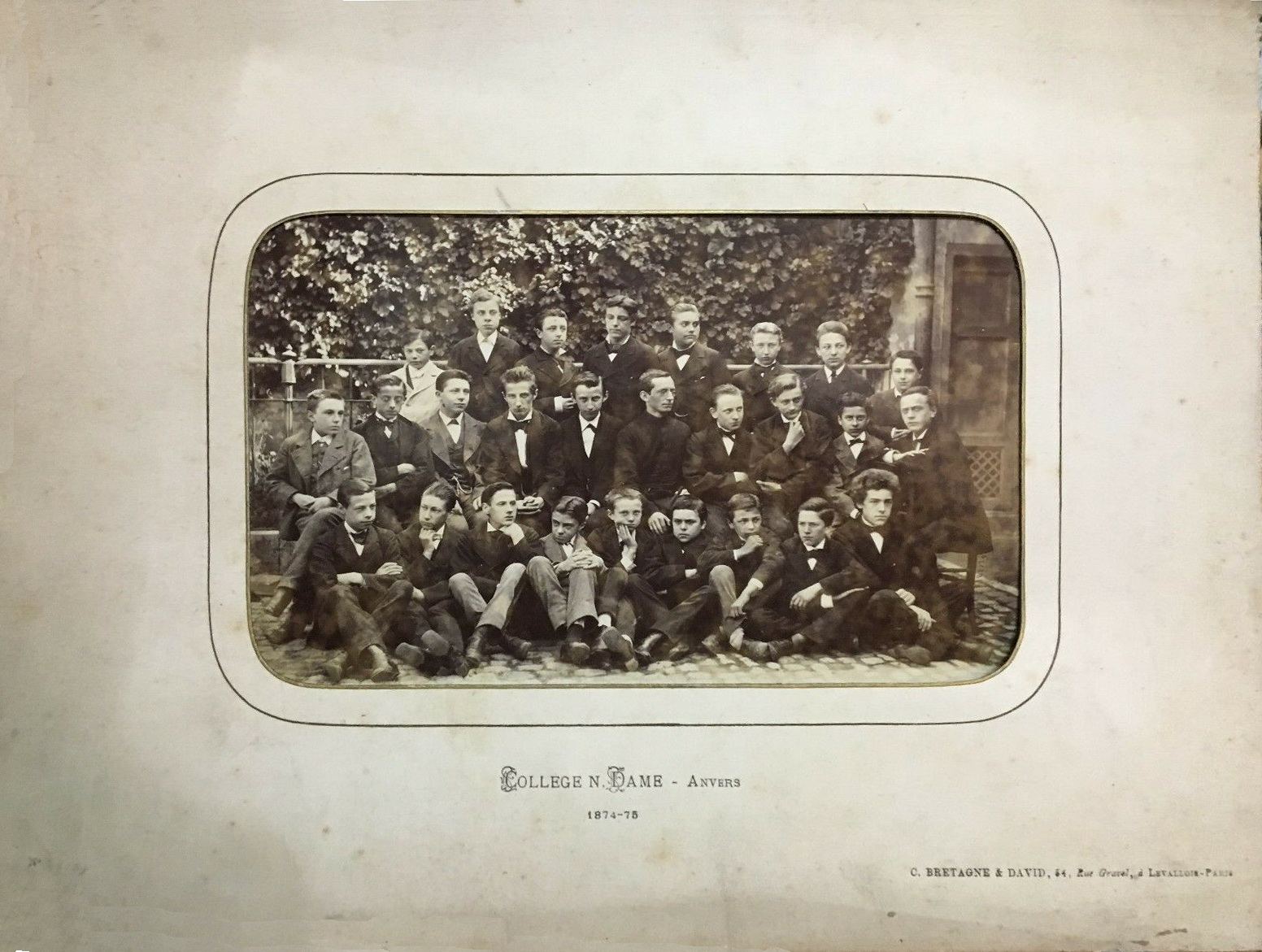
Een schoolklas in 1874/75 gefotografeerd door Claude Bretagne & Jules David

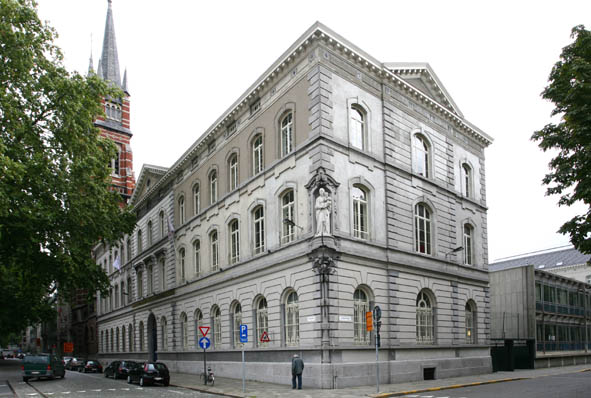
Het collegegebouw uit 1875

In 1871 kochten de paters een stuk grond aan de gedempte vestinggrachten, de huidige Leien. De bouw van een nieuw college naar ontwerp van de Antwerpse architect Héliodore Leclef was voltooid in 1875, en op 30 september van dat jaar kon het schooljaar voor 288 leerlingen in dit nieuwe gebouw aan de Kunstlei beginnen. Ook werd in 1877 begonnen met de bouw van een neogotische kerk naar ontwerp van Jules Bilmeyer en Joseph Van Riel, die uiteindelijk in 1882 ingewijd zal worden. De twee torens die ook vandaag nog de Leien domineren werden pas later 1909 toegevoegd aan de reeds bestaande driebeukige kruisbasiliek. Momenteel staat het kerkgebouw leeg en is het niet meer toegankelijk voor het publiek. De Onze-Lieve-Vrouw van Gratiekerk is officieel beschermd door de Vlaamse Overheid per Ministerieel besluit op 6/10/1999. De artistieke waarde wordt omschreven als een kerk in monumentale neogotische stijl met een rijkelijk met polychromie versierd interieur. Ze behoort tot de reeks vroege neogotische kerkgebouwen die te Antwerpen werden opgericht met een beeldbepalend element op de leien en in het ganse stadsbeeld.

### Wachtlijsten leerlingen
Op 5 september 2013 zond Koppen een reportage uit omtrent de wachtlijsten voor nieuwe leerlingen. Het programma was zo gemonteerd dat het leek dat kinderen van rijke ouders voorrang zouden krijgen op anderen en de directie een oplossing voorstelde om de wachtlijst te omzeilen. Op 6 september 2013 stuurde de school een persbericht om de aantijgingen te ontkennen.

## Huidige ligging
De Leien veranderden na de Eerste Wereldoorlog van naam, zodat het Onze-Lieve-Vrouwecollege sindsdien gelegen is aan de Frankrijklei. De achterkant geeft uit op de Rubenslei en het Stadspark, en de zijkant op de Maria-Louisalei. Naast het college en de kerk bevindt zich Theater Elckerlyc, ooit een bioscoop en feestzaal, maar vandaag de dag door de Komedie Compagnie gebruikt als theater.
In 2014 koopt het college een groot deel van de voormalige kantoorgebouwen van de verzekeringen Baloise op de Frankrijklei 75-79 en opent er in september een kleuterschool. De lagere school wordt dan volwaardige basisschool.
Het college heeft ook het sportterrein Mariënborgh, dat buiten de stad gelegen is aan de Doornstraat te Edegem-Wilrijk, in eigendom. Hier gaan turnlessen door en een beperkt aantal gewone lessen.  Verder werd er een nieuw gebouw gebouwd voor 'De Dames' die vanaf 2018 de campus delen met de leerlingen van het OLVC.

## Scholengemeenschap
De secundaire school behoort tot de Scholengemeenschap Antwerpen-Oost. De lagere school vormt samen met het Xaveriuscollege uit Borgerhout en de school Vita et Pax uit Antwerpen de scholengemeenschap VOX.

## Schoolbestuur
Sinds 2017 zijn de schoolbesturen van het Instituut Dames van het Christelijk Onderwijs, het Xaveriuscollege en het Onze-Lieve-Vrouwecollege samengegaan in de VZW Ignatiaanse scholen Antwerpen. Elke school behoudt zijn eigenheid, maar op bestuurlijk niveau worden een aantal zaken gebundeld. Voorts is het Instituut Dames van het Christelijk Onderwijs op 1 september 2018 verhuisd naar een nieuw gebouw aan de Louise-Marialei, op de campus van het Onze-Lieve-Vrouwecollege. Vanaf het schooljaar 2020/21 zijn IDCO en OLVC samen verder gegaan onder de naam OLVC+.

## Bekende oud-leerlingen
- Theophiel Verbist (1823-1868), missionaris en oprichter van de Congregatie van het Onbevlekt Hart van Maria
- Jan-Lodewijk Baeckelmans (1835-1871), architect
- Hippolyte Delehaye (1859-1941), jezuïet, hagiograaf en voorzitter van de bollandisten
- Jozef De Keersmaecker (1860-1931)
- Gaston van de Werve de Schilde (1867-1923), gouverneur van Antwerpen
- Jozef Laenen (1871-1940), archivaris van het Aartsbisschoppelijk Paleis
- Stanislas Monseigneur Graaf Le Grelle (1874-1957), lid van het Geheim Leger. Vriend en Geheim kamerheer van Paus Pius XII
- Desideer Stracke (1875-1970), jezuïet en filoloog, oprichter van het Ruusbroecgenootschap
- Albert Graaf Le Grelle (1888-1914) stierf voor België in Kaaskerke
- Paul van Ostaijen (1896-1928), dichter en schrijver
- Albert Claessens (1900-1993), burgemeester van Hove
- Michel Seuphor (1901-1999), kunstenaar
- Fernand Demany (1904-1977), verzetsstrijder, auteur, redacteur en politicus
- Frans Wildiers (1905-1986), oorlogsgouverneur van Antwerpen
- Rie Haan (1906-1984), architect
- Walter Bouchery (1908-1961), advocaat en Vlaams-nationalist
- Robert Vandeputte (1908-1997), minister en gouverneur van de Nationale Bank van België
- Cecil de Strycker (1915-2004), econoom en gouverneur van de Nationale Bank van België
- Christian de Duve (1917-2013), winnaar van de Nobelprijs voor de Fysiologie of Geneeskunde in 1974
- Charles Deckers (1924-1993), witte pater en missionaris
- Manu Ruys (1924-2017), journalist, hoofdredacteur van De Standaard
- Jean Marquet (1928-1990), nko-arts, hoogleraar aan de Universiteit Antwerpen
- Jacques Claes (1929-2022), hoogleraar aan de Universiteit Antwerpen
- Daniël Cardon de Lichtbuer (1930-2022), hoge ambtenaar en bankier
- Jef Geeraerts (1930-2015), auteur

- Vic Anciaux (1931-2023), politicus
- Jean-Pierre De Bandt (°1934), advocaat en voorzitter van de Coudenberggroep
- Luc Huybrechts (1939-2015), magistraat
- Mark Van den Wijngaert (°1940), emeritus hoogleraar
- Emiel Van Broekhoven (1941-2021), econoom en hoogleraar
- Eddy Boutmans (°1948), staatssecretaris
- Bernard Graaf Le Grelle (1948), journalist, politiek adviseur, schrijver, en public affairs executive.
- Luc Bertrand (°1951), CEO en voorzitter van Ackermans & van Haaren
- Dirk Collier (°1956), bestuurder en schrijver
- Jan Leyers (°1958), muzikant en televisiemaker
- Gabriel Fehervari (°1960), oprichter van Alfacam, Eurocam Media Center en Euro1080
- Damiaan De Schrijver (°1962), acteur
- Jan Tytgat (°1963), toxicoloog
- Eric de Beukelaer (°1963), priester en kanunnik, voormalig woordvoerder van Bisschoppen van België
- Pascal de Duve (1964 - 1993), Franstalig schrijver en polyglot
- Tom Lenaerts (°1968), televisiepresentator
- Erik Van Den Eynden (°1968), bankier en bestuurder
- Luc Apers (°1969), goochelaar
- Tom Barman (°1972), muzikant, DJ en filmregisseur
- Christophe Du Jardin (°1978), acteur
- Bill Barberis (°1982), acteur
- Mathieu Mortelmans (°1985), regisseur, scenarist
- Charlotte Leysen (°1987), televisiepresentatrice, zangeres en actrice
- Judith Vandermeiren (°1994), hockeyspeelster

## Bekende (oud-)leraren
- Kamiel Berghmans, politicus
- Freddy De Schutter, schrijver
- Joseph Pearce, schrijver
- Sebastiaan Van Steenberge, organist, dirigent en componist